# Escudo antidisturbios

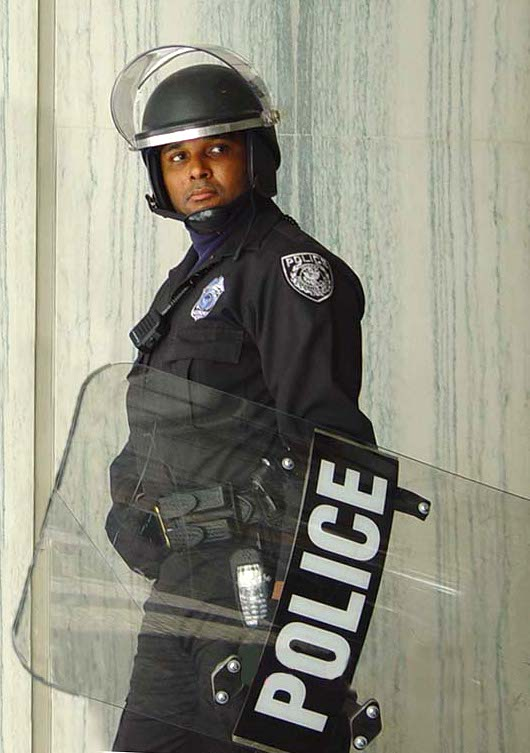
Escudo Antidisturbios de un oficial de Policía del Servicio Federal de Protección de los Estados Unidos.

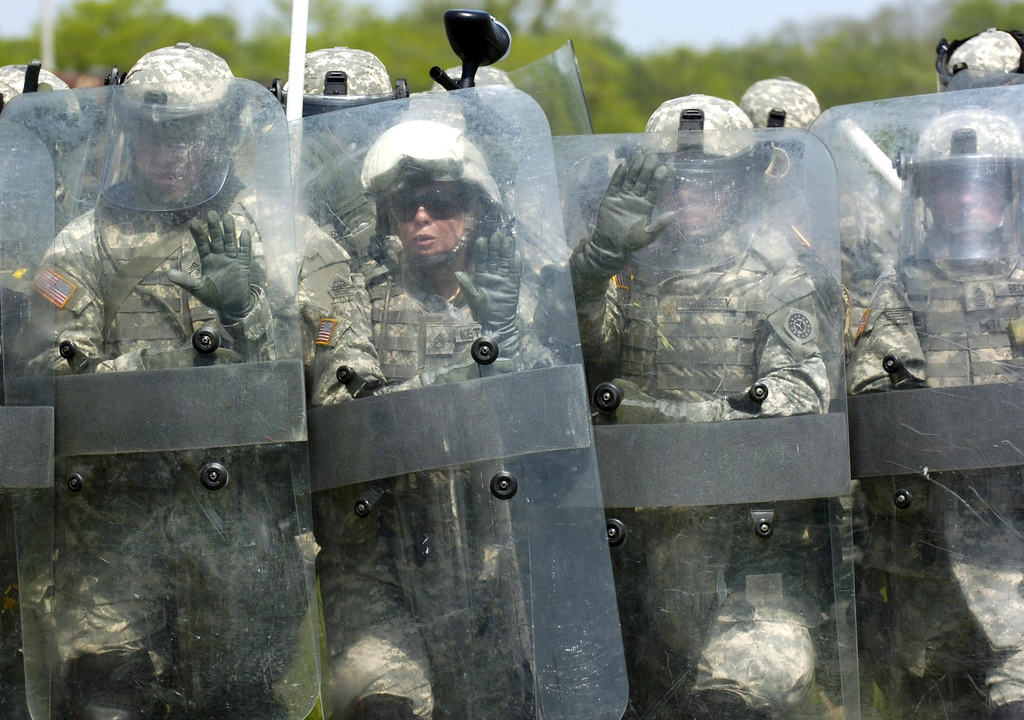
Escudo Antidisturbios de los Marines de Estados Unidos.

Los escudos antidisturbios o escudos antimotines son dispositivos ligeros de protección desplegados por la policía y algunas organizaciones militares. La mayoría son fabricados de policarbonato resistente y generalmente transparente, aunque algunos se fabrican de metales ligeros con un agujero de vista. Los escudos son suficientemente grandes para cubrir a un hombre de tamaño promedio de la parte superior de la cabeza hasta las rodillas. Algunos escudos antidisturbios se han diseñado para ser resistentes a balas de disparos de pistolas y escopetas.
Por lo general son destinados a ser utilizados en el control de disturbios, para proteger al usuario de proyectiles lanzados como pedazos de madera, piedras, trozos metálicos e incluso de cocteles molotov.
Los escudos antidisturbios se utilizan en casi todos los países con una fuerza policial estandarizada y son producidas por muchas empresas. Muchos de los escudos se construyen a partir de policarbonato transparente de alto impacto para que el portador pueda ver los objetos arrojados, por lo que el escudo puede ser rápidamente colocado para evitar daños contra el usuario.